# Castleichthys auritus
Castleichthys auritus är en fiskart som beskrevs av Smith 2004. Castleichthys auritus ingår i släktet Castleichthys och familjen havsålar. Inga underarter finns listade i Catalogue of Life.